# Macdonald-Polynome
Die Macdonald-Polynome sind in der Mathematik eine Familie von orthogonalen symmetrischen Polynomen in mehreren Variablen. Sie verallgemeinern eine große Familie von orthogonalen Polynomen wie die Schur-Funktionen, Hall-Littlewood-Polynome und die Askey-Wilson-Polynome.
Sie wurden 1988 von Ian Macdonald eingeführt.

## Definition
Notation
- {\displaystyle \Lambda _{n}=\mathbb {Z} [x_{1},\dots ,x_{n}]^{{\mathfrak {S}}_{n}}=\bigoplus \limits _{r\geq 0}\Lambda _{n}^{r}} bezeichnet den graduierten Subring der symmetrischen Polynome, wobei die Notation bedeutet, dass die symmetrische Gruppe {\displaystyle {\mathfrak {S}}_{n}} auf dem Polynomring {\displaystyle \mathbb {Z} [x_{1},\dots ,x_{n}]} operiert. {\displaystyle \Lambda =\varprojlim _{n}\bigoplus \limits _{r\geq 0}\Lambda _{n}^{r}} bezeichnet den Limes.
- {\displaystyle F:=\mathbb {Q} (q,t)} bezeichnet der Körper der rationalen Funktionen in {\displaystyle q} und {\displaystyle t}.
- {\displaystyle \Lambda _{F}:=\Lambda \otimes _{\mathbb {Z} }F} ist der graduierte Ring der symmetrischen Funktionen mit Koeffizienten in {\displaystyle F}
- {\displaystyle \Lambda _{n,F}:=\Lambda _{n}\otimes _{\mathbb {Z} }F} ist der graduierte Ring der symmetrischen Polynome mit {\displaystyle n} Unbestimmten und Koeffizienten in {\displaystyle F}.
- {\displaystyle \lambda =(\lambda _{1},\dots ,\lambda _{r},\dots )} ist eine Partition und {\displaystyle l(\lambda )} die Anzahl der von Null verschiedenen Teile. Wenn {\displaystyle \lambda } aus {\displaystyle m_{1}} Teilen gleich {\displaystyle 1} und  {\displaystyle m_{2}} Teilen gleich {\displaystyle 2} besteht, dann schreiben wir {\displaystyle \lambda =(1^{m_{1}}2^{m_{2}},\dots )}.
- {\displaystyle \lambda \prec \mu } bezeichnet die Dominanz-Ordnung für zwei Partitionen, in Formeln:

{\displaystyle \lambda \prec \mu \quad :\!\iff \quad |\lambda |=|\mu |\;\land \;\lambda _{1}+\dots +\lambda _{n}\leq \mu _{1}+\dots +\mu _{n}} für alle {\displaystyle n\geq 1}.
- {\displaystyle m_{\lambda }} ist die monomiale symmetrische Funktion

{\displaystyle m_{\lambda }(x)=\sum \limits _{\alpha \sim \lambda }x^{\alpha }=\sum \limits _{\alpha \sim \lambda }x_{1}^{\alpha _{1}}x_{2}^{\alpha _{2}}\cdots x_{n}^{\alpha _{n}}}
wobei {\displaystyle \alpha \sim \lambda } bedeutet, dass {\displaystyle \alpha } eine Permutation der Elemente von {\displaystyle \lambda } ist. Die Menge {\displaystyle \{m_{\lambda }\}} mit allen Partitionen {\displaystyle \lambda } mit höchstens {\displaystyle n} Teilen bildet eine lineare Basis für {\displaystyle \Lambda _{n}}.
Für allgemeine Wurzelsysteme
- {\displaystyle R} bezeichnet ein reduziertes Wurzelsystem eines Vektorraumes {\displaystyle V} mit Zerlegung {\displaystyle R=R_{+}\cup (-R^{+})}.
- {\displaystyle P^{+}:=\{\lambda \in V|(\lambda ,\alpha ^{\vee })\in \mathbb {Z} _{+}\;\forall \alpha \in R^{+}\}} bezeichnet die Menge der dominanten Gewichte ({\displaystyle \alpha ^{\vee }} sind die Kowurzeln), d. h. die fundamentale Weyl-Kammer.

### Einleitung
Macdonald-Polynome können auch ohne Lie-Theorie verstanden werden, deshalb steht die Information zu allgemeinen Wurzelsystemen in der Klammer. 

### Macdonald-Polynome
Sei {\displaystyle \lambda } eine Partition ({\displaystyle \lambda \in P^{+}}). Die Macdonald-Polynome {\displaystyle P_{\lambda }:=P_{\lambda }(x;q,t)\in \Lambda _{F}} (mit Wurzelsystem vom Typ {\displaystyle A}) lassen sich als Eigenfunktionen eines Operators oder explizit über ein inneres Produkt definieren.

#### Definition über den Operator
Sei {\displaystyle T_{q,x_{i}}} der Shiftoperator
{\displaystyle f(x_{1},\dots ,x_{n})\mapsto f(x_{1},\dots ,x_{i-1},qx_{i},x_{i+1},\dots ,x_{n})},
dann sind die Macdonald-Polynome {\displaystyle P_{\lambda }} die Eigenfunktionen des Operators {\displaystyle D:\Lambda _{n,F}\to \Lambda _{n,F}}
{\displaystyle D=\sum \limits _{i=1}^{n}\prod \limits _{i\neq j}{\frac {(tx_{i}-x_{j})}{(x_{i}-x_{j})}}T_{q,x_{i}}}
mit Eigenwerten {\displaystyle \sum \limits _{i=1}^{n}q^{\lambda _{i}}t^{n-i}.}

#### Definition als explizite Polynome
Sei {\displaystyle \lambda \in P_{+}} eine Partition, dann sind die dazugehörigen Macdonald-Polynome {\displaystyle P_{\lambda }} die eindeutigen symmetrischen Funktionen, welche folgende zwei Bedingungen erfüllen
1. {\displaystyle P_{\lambda }=m_{\lambda }+\sum \limits _{\mu \prec \lambda }u_{\lambda \mu }m_{\mu },\quad {\text{mit }}\;u_{\lambda \mu }\in F}.
2. {\displaystyle \langle P_{\lambda },P_{\mu }\rangle _{(q,t)}=0,\qquad {\text{falls }}\;\mu \neq \lambda }

wobei das Skalarprodukt wie folgt definiert ist
{\displaystyle \langle p_{\lambda },p_{\mu }\rangle _{(q,t)}=\delta _{\lambda \mu }z_{\lambda }(q,t)=\delta _{\lambda \mu }\left(\prod \limits _{i\geq 1}i^{m_{i}}(m_{i}!)\right)\prod \limits _{i=1}^{l(\lambda )}{\frac {1-q^{\lambda _{i}}}{1-t^{\lambda _{i}}}}}
wobei {\displaystyle z_{\lambda }(q,t)} das {\displaystyle q,t}-Analogon des Hall-Skalarproduktes bezeichnet
{\displaystyle z_{\lambda }(q,t)=z_{\lambda }\prod \limits _{i=1}^{l(\lambda )}{\frac {1-q^{\lambda _{i}}}{1-t^{\lambda _{i}}}}}
mit {\displaystyle z_{\lambda }=\prod \limits _{i\geq 1}i^{m_{i}}(m_{i}!)} für {\displaystyle \lambda =1^{m_{1}}2^{m_{2}}\cdots }.

## Eigenschaften

### Dualität
Definiere {\displaystyle Q_{\lambda }={\tfrac {P_{\lambda }}{\langle P_{\lambda },P_{\mu }\rangle }}}
und den Automorphismus {\displaystyle \omega _{q,t}:\Lambda _{F}\to \Lambda _{F}}
{\displaystyle \omega _{q,t}(p_{r})=(-1)^{r-1}{\tfrac {1-q^{r}}{1-t^{r}}}p_{r}},
sei {\displaystyle \lambda } eine Partition und {\displaystyle \lambda '} die konjugierte Partition (d. h. im Young-Tableau werden Zeilen mit Spalten vertauscht), dann gilt
{\displaystyle \omega _{q,t}P_{\lambda }(q,t)=Q_{\lambda '}(t,q)}
oder äquivalent
{\displaystyle \omega _{q,t}Q_{\lambda }(q,t)=P_{\lambda '}(t,q).}

## Beispiele
- {\displaystyle P_{\lambda }(x;q,q)} sind die Schur-Funktionen.
- {\displaystyle P_{\lambda }(x;0,t)} sind die Hall-Littlewood-Polynome.
- {\displaystyle \lim \limits _{t\to 1}P_{\lambda }(x;t^{\alpha },t)} sind die Jack-Symmetrischen-Funktionen.
- {\displaystyle P_{\lambda }(x;q,1)=m_{\lambda }} (monomial-symmetrischen Funktionen).
- {\displaystyle P_{\lambda }(x;1,t)=e_{\lambda }} (elementar-symmetrischen Funktionen).